# Сражение при Уттисмальме
Сражение при Уттисмальме (швед. Slaget vid Uttismalm) — сражение во время русско-шведской войны 1788—1790 гг., произошедшее 28 июня 1789 года у деревни Уттисмальм (совр. Утти) на юго-востоке Финляндии (тогда территория Российской империи) между шведской армией и русскими силами. Закончилось отступлением русских войск к Кайпиасу.

## Начало кампании
В июне 1789 года шведский король Густав III прибыл в Финляндию, чтобы начать кампанию второго года войны. Шведские сухопутные войска в указанное время насчитывали 15–20 000 человек, распределенных между Саволакской бригадой под командованием Курта фон Стедингка, численностью 4000 человек, и основными силами под верховным командованием короля, численностью 11–12 000 человек, стоявшими за рекой Кюмень, от Финского залива до Хейнолы.
Российские войска на границе с шведской Финляндией насчитывали около 40 000 человек. В начале июня отряд генерала И. И. Михельсона пересек границу в Саволакской области и атаковал бригаду Стедингка при Парасальми, заставив её отступить на север, тем самым подвергнув левый фланг шведской армии опасности.
Тем временем Густав III ждал развития событий в Саволаксе и решил попытаться ослабить давление на Стедингка, перейдя в наступление против русских на своем фронте. Генерал-майору Каульбарсу было приказано защищать левый фланг основной шведской армии, заняв позицию у Хейнолы.
25 июня Густав III сосредоточил бригады генералов фон Зигрота и фон Платена в Вереле (совр. Вяряля) (5000-6000 человек), и в тот же день была подготовлена переправа через реку Кюмень, после чего шведы осуществили переход на другую сторону под прикрытием артиллерийского огня и легкой пехоты, которая вступила в перестрелку с русскими егерями и казаками, которые, однако, оказали лишь незначительное сопротивление. Затем шведы закрепились в Коуволе на восточном берегу реки, где в последующие дни смогли перегруппироваться.

## Ход сражения

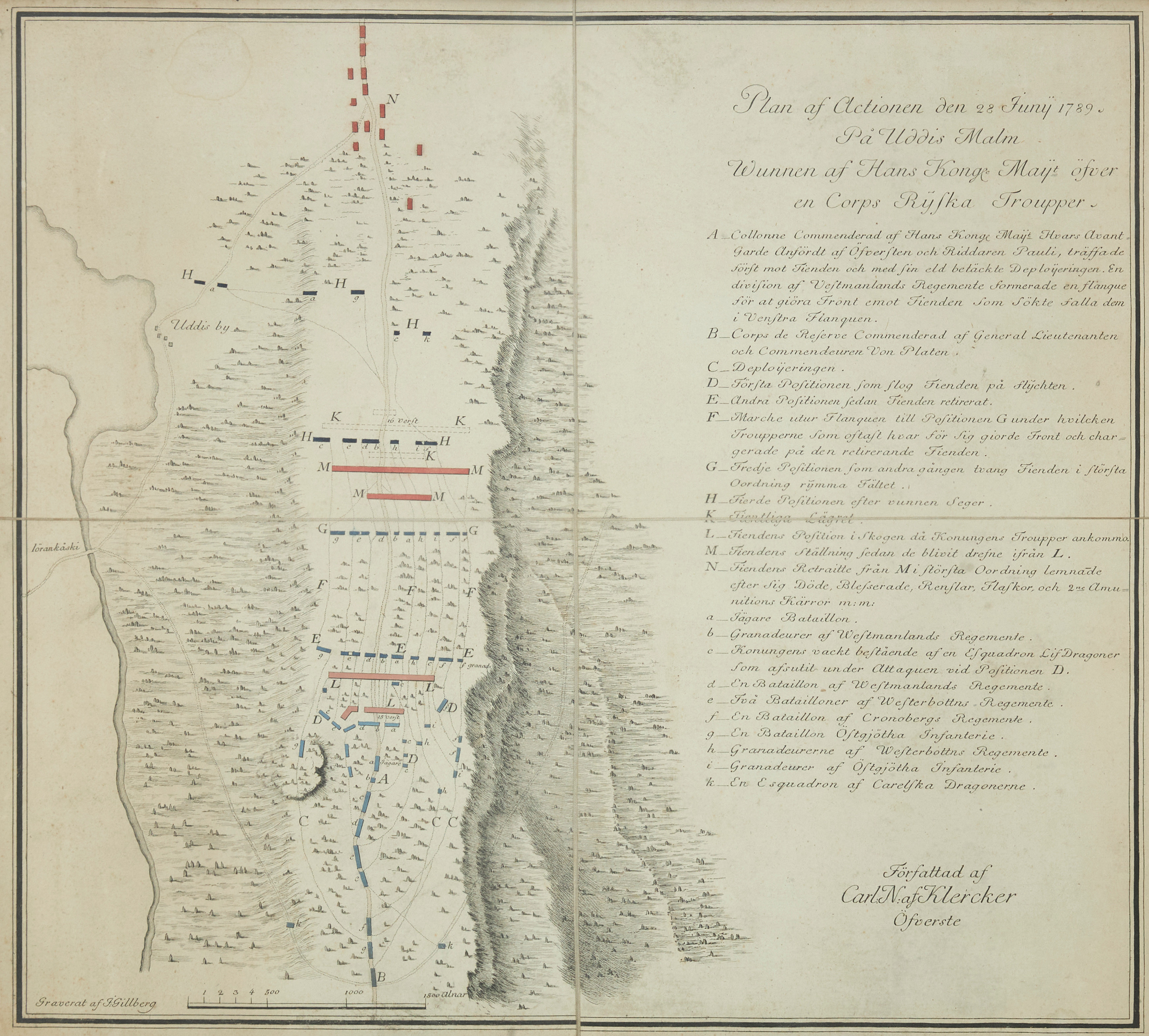
Карта сражения (север слева)

28 июня примерно 2500 человек бригады фон Платена, вместе с королём в качестве волонтёра, двинулись по дороге в сторону Давидстада (русск. Давыдовская крепость (Давыдов), совр. Тааветти). Зигрот остался в Вереле, чтобы защищать переправу через реку и прикрывать правый фланг в случае наступления противника из Фредриксгама. Примерно в 3 км западнее деревни Уттисмальм (Утти) шведы столкнулись с русскими частями, выстроившимися в боевой порядок в две линии.
Попытка в узком дефиле атаковать в лоб провалилась, также как и попытка обойти правый фланг русских войск. В дальнейшем при начавшемся проливном дожде обе стороны в течение часа обменивались ружейными залами, но без особой эффективности из-за плохой видимости. Наконец, фон Платен решил повторить предыдущую уловку, отправив батальон вокруг левого фланга русских, при этом был отдан приказ об атаке по всей линии. Когда русские увидели себя атакованными и с фронта, и с фланга, они отступили в направлении Кайпиаса, преследуемые на расстоянии отрядом лейб-драгунов и пехотным батальоном.

## Результаты
После победы Густав надеялся достигнуть Фридрихсгама, цели своего похода, и повернул от Утти на юг, а также отправил туда отряд войск под командой Зигрота; генерал Мейерфельд также приближался к Фридрихсгаму и уже занял деревню Сумма в нескольких верстах от этой крепости. Генералу Каульбарсу было приказано перейти от Хейнолы на главную дорогу, ведущую к Вильманстранду, и, соединившись с бригадой Седингка, поддержать операции главной армии против Фридрихсгама.